# Nippon Kaiji Kyōkai
Das Nippon Kaiji Kyōkai (jap. 財団法人日本海事協会, Zaidan Hōjin Nippon Kaiji Kyōkai, dt. „Rechtsfähige Stiftung Japanische Marinegesellschaft“, abgekürzt: ClassNK oder NK) mit Sitz in Chiyoda, Tokio ist eine weltweit arbeitende Klassifikationsgesellschaft.

## Einzelheiten
Die Gesellschaft geht auf die im November 1899 gegründete Teikoku Kaiji Kyōkai (etwa: „Kaiserliche Marinegesellschaft“, kurz TKK) zurück, die mit Fragen der Entwicklung und Regulierung von Schiffbau und Schifffahrt in Japan befasst war. Die Gesellschaft bereitete in den ersten Jahren des Bestehens zunächst die Grundlagen der Schiffsklassifikation vor, um schließlich 1920 das erste Schiff, die Kwanan Maru zu klassifizieren. Sechs Jahre darauf wurde die TKK mit dem Klassenzeichen NS* beim Institute of London Underwriters eingetragen. In der Zeit zwischen den Kriegen kooperierte die TKK mit dem British Corporation Register of Shipping und anderen internationalen Registern und erreichte im Jahr 1929 das erste Mal einen klassifizierten Rauminhalt von einer Million Bruttoregistertonnen. 1997 konnte man 100 Millionen Bruttoraumtonnen verzeichnen und 2008 wurden etwa 7000 Schiffe mit 160 Millionen Tonnen gemeldet.
Nach dem Ende des Zweiten Weltkriegs firmierte die Klasse ab 1946 als Nippon Kaiji Kyōkai. Es folgten Jahre starken Wachstums, die nach Niederlassungen in London und New York, 1962 zur Eröffnung des 70 Besichtigungsbüros und 1966 zum Erreichen eines Bestandes von zehn Millionen Bruttoregistertonnen führten. 1968 zählte die japanische Klassifikationsgesellschaft zu den Gründungsmitgliedern der International Association of Classification Societies (IACS).
Heute reicht die Arbeit von ClassNK weit über die ausschließlich Besichtigungstätigkeit und Klassifikation von Schiffen und Offshorebauwerken hinaus und umfasst verwandte Bereiche wie technische und organisatorische Qualitätsüberwachung, Forschung, Training, Schadensbesichtigungen und andere.
Schiffe, die von Nippon Kaiji Kyōkai vermessen sind, tragen die Lettern NK an den Ladelinien (Plimsoll-Marke) mittschiffs.